# Michael Holt (Fußballspieler, 1986)
Michael Holt (* 1. Februar 1986 in Haselünne) ist ein deutscher Fußballspieler. Er ist Stürmer, kann aber auch im offensiven Mittelfeld spielen.

## Leben
Holt wurde in Haselünne im Emsland geboren und wuchs in Helte, einem östlich gelegenen Stadtteil von Meppen, auf. Er wohnte bis zu seinem Wechsel zu Kiel bei seinen Eltern in Helte.

## Karriere
Holt begann im Alter von fünf Jahren beim SV Bokeloh mit dem Fußballspielen. Dort wurde er vom damaligen Jugendtrainer des SV Meppen, Josef Menke, entdeckt und wechselte er im Alter von zwölf Jahren in die C-Jugend des SV Meppen. Dort spielte er im Sturm und wurde in die Emslandauswahl berufen.
In der Saison 2005/06 debütierte Holt in der ersten Mannschaft des SV Meppen und wurde zum Stammspieler. Er spielte in dieser Saison 29 Spiele und erzielte zehn Tore. Auch in der Saison 2006/07 war er Stammspieler. Er spielte in allen 34 Saisonspielen und erzielte 19 Tore.
Zur Saison 2007/08 unterschrieb Holt einen Zweijahresvertrag bei Holstein Kiel. In seiner ersten Saison erzielte er in 31 Spielen 22 Tore und wurde mit der Mannschaft Meister in der Oberliga. In der folgenden Saison 2008/09 bestritt er, auch wegen Verletzungen, nur 15 Spiele, erzielte aber acht Tore und war somit hinter Tim Wulff zweitbester Torschütze der Kieler in der Saison. Am Ende wurde Holstein erneut Meister und stieg in die 3. Liga auf. Dort erzielte Holt in 33 Spielen 14 Tore, diesmal als offensiver Mittelfeldspieler. Daraufhin wurde er als Schleswig-Holsteins „Fußballer des Jahres 2009“ ausgezeichnet.
Am 28. August 2010 verpflichtete ihn der Wuppertaler SV Borussia, mit dem er in der Regionalliga West der Saison 2010/11 den achten Platz belegte. Im Juni 2011 unterzeichnete Holt schließlich einen Zweijahresvertrag beim SV Meppen, der zuvor in die viertklassige Regionalliga Nord aufgestiegen war.
Im Juni 2013 wurde er vom Drittligisten Preußen Münster unter Vertrag genommen, kam dort bis zur Winterpause nur zu einem Drittligaeinsatz und wurde aus disziplinarischen Gründen in die zweite Mannschaft versetzt. Ende Januar 2014 wurde er bis zum Saisonende an den Regionalligisten SSVg Velbert ausgeliehen. Nachdem er nahezu die komplette Saison 2014/15 wegen Beschwerden an der Achillessehne ausgefallen war, war er seit dem 1. Juli 2015 vereinslos. Anfang Februar 2016 unterschrieb er einen für die Rückrunde geltenden Vertrag bei der 2. Mannschaft von Holstein Kiel in der Schleswig-Holstein-Liga. Im Sommer 2017 schloss er sich dem TSV Schilksee an, den er im Januar 2018 wieder verließ.